# Plac Imama
Plac Imama (pers. میدان امام, Majdan-e Emam, także: pers. ميدان نقش جهان, Majdan-e Naghsz-e Dżahan = plac Mapy Świata lub pers. میدان شاه, Majdan-e Szah = plac Królewski) – główny plac w Isfahanie, w środkowym Iranie. Wraz z przylegającymi budynkami z okresu panowania dynastii Safawidów znajduje się na liście światowego dziedzictwa UNESCO.

## Historia i opis placu

Plac Imama ma wymiary 512 × 159 m. Został zbudowany w latach 1590–1595, po przeniesieniu stolicy państwa do Isfahanu przez Abbasa I Wielkiego. Pierwotnie miał służyć jako miejsce ceremonii królewskich i boisko do gry w polo; w 1602 roku otoczono go dwupoziomowymi arkadami handlowymi. Południową stronę placu zajmuje meczet Imama, po zachodniej pałac Ali Kapu, po wschodniej meczet Szejcha Lotfollaha, część północna otwiera się na Wielki Bazar Isfahanu.

## Galeria

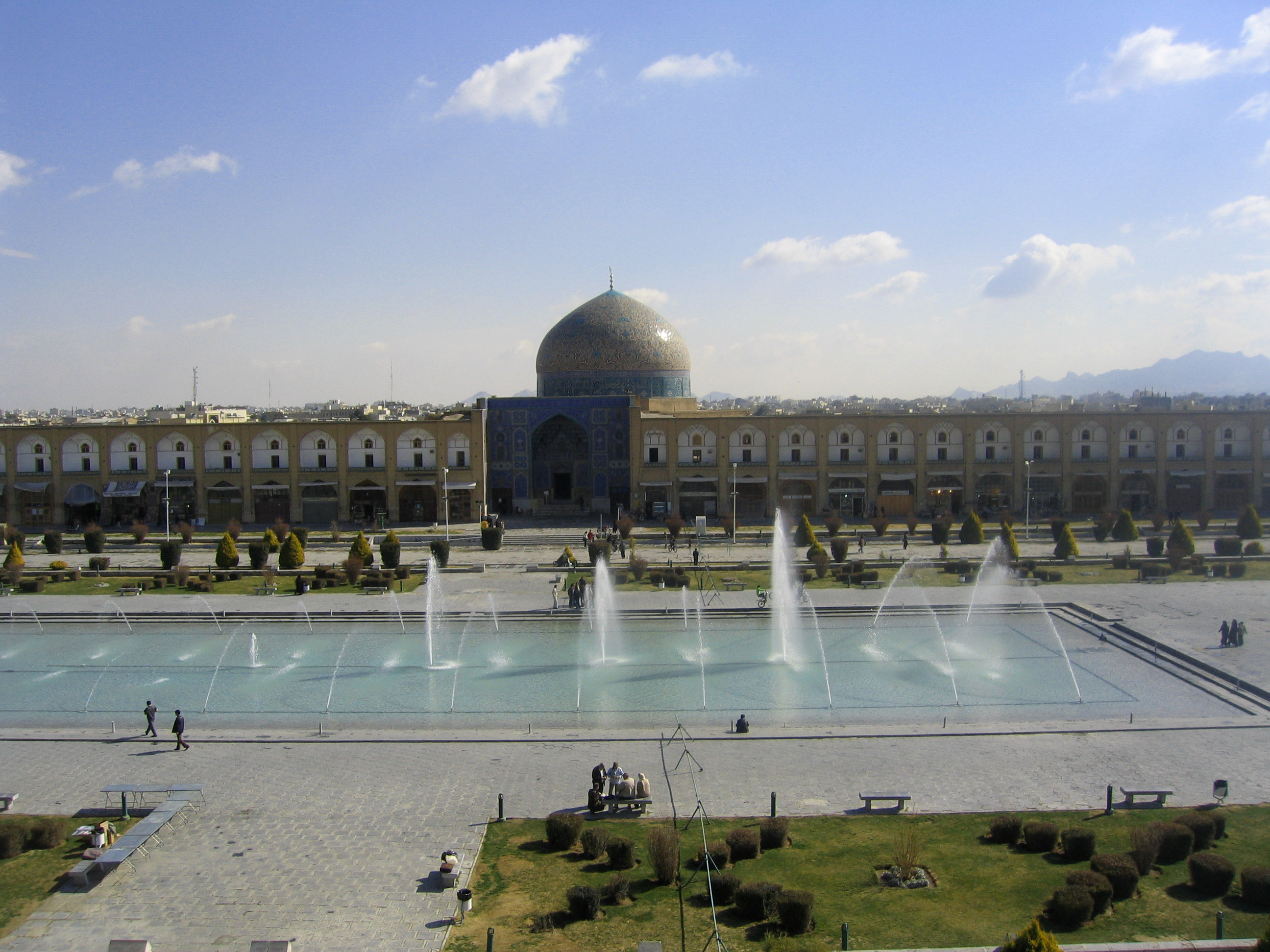
Widok na meczet Szejcha Lotfollaha
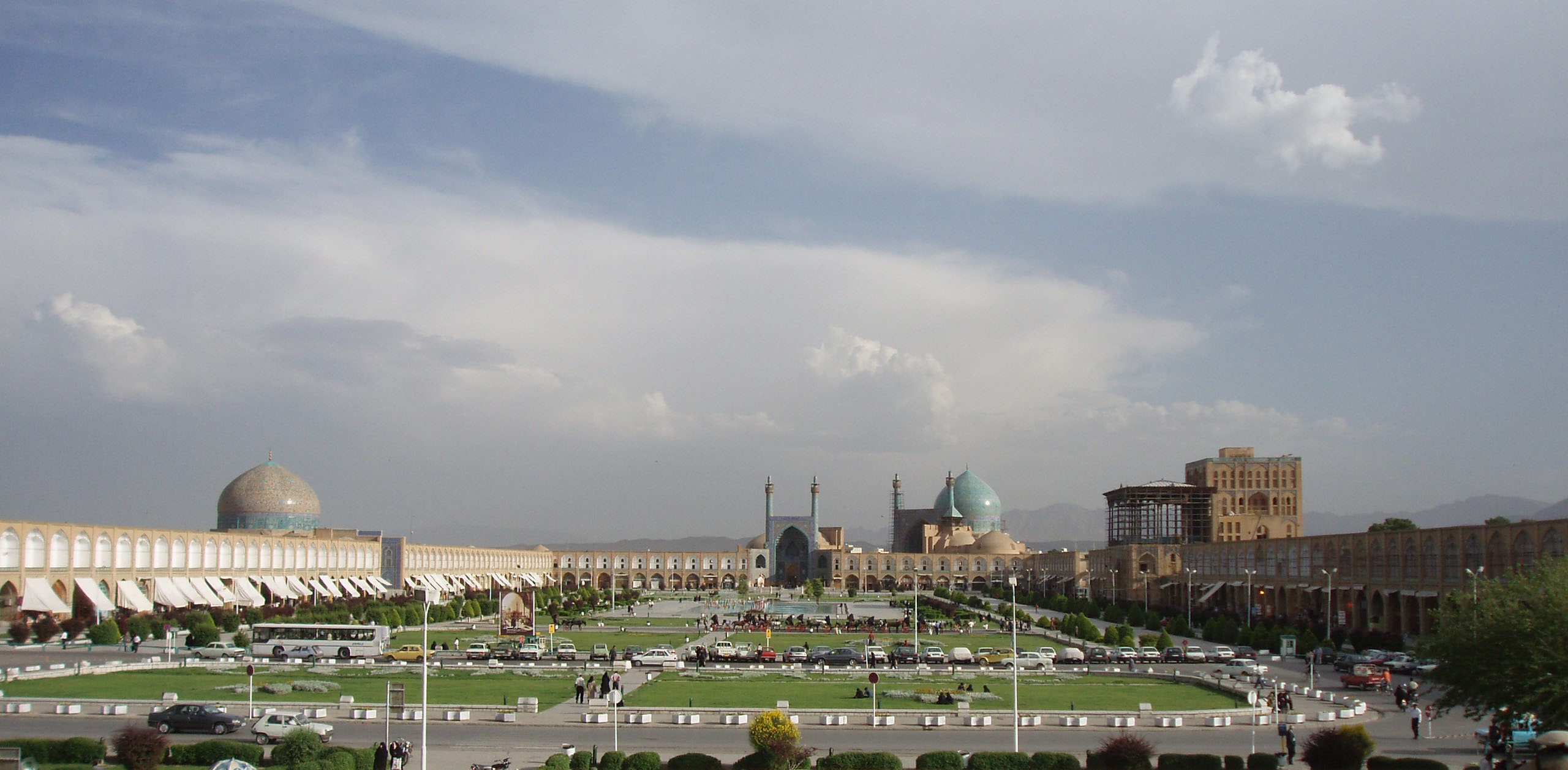
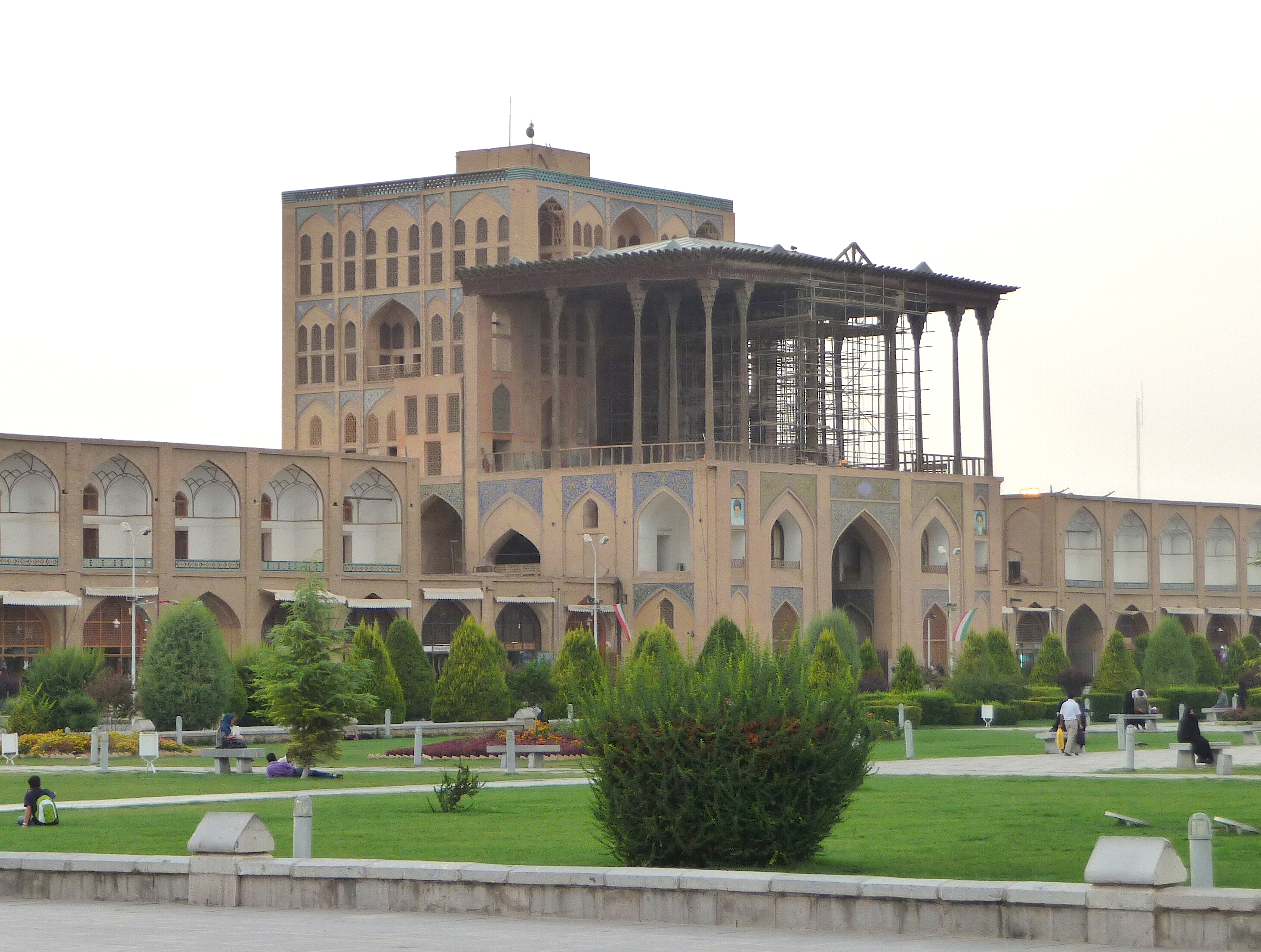
Pałac Ali Kapu
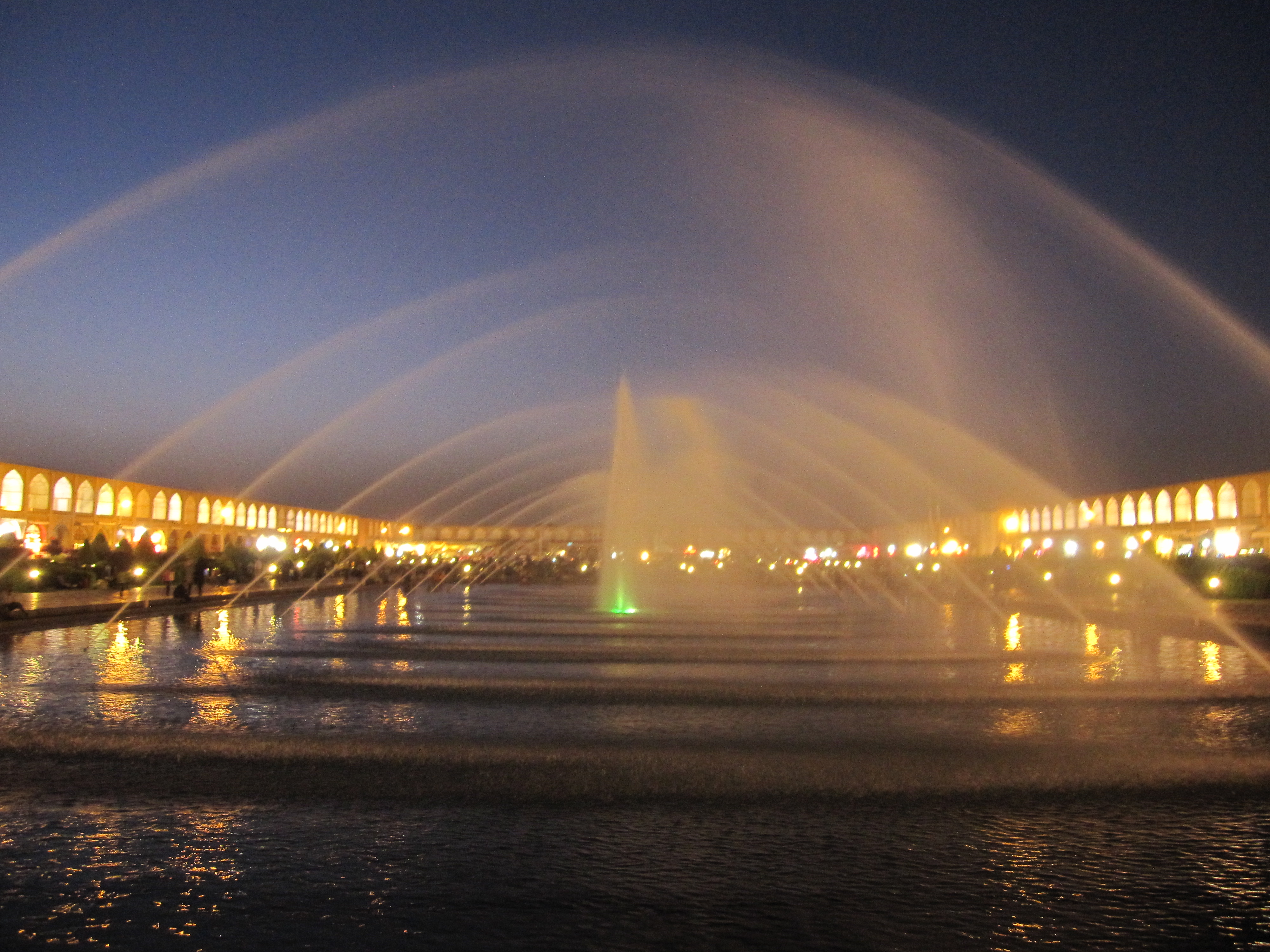
Plac w nocy